# Penalva do Castelo
Penalva do Castelo é uma vila portuguesa do distrito de Viseu, situada na província da Beira Alta, região do Centro (Região das Beiras) e sub-região Viseu Dão-Lafões, com cerca de 2 000 habitantes.
É sede do Município de Penalva do Castelo com 134,34 km² de área e 7 333 habitantes (2021), subdividido em 11 freguesias. O município é limitado a norte por Sátão, a nordeste por Aguiar da Beira, a leste por Fornos de Algodres, a sul por Mangualde e a oeste por Viseu.

## Etimologia
O topónimo Penalva do Castelo tem origem na expressão latina penna alba, que significa "penha branca", referindo-se a uma elevação rochosa clara onde, segundo a tradição, existiu uma antiga fortaleza medieval. Esta fortificação situava-se na margem esquerda do rio Dão, embora atualmente não subsistam vestígios físicos da mesma. A menção a um "castelo" no nome moderno reforça essa ligação a estruturas defensivas que terão desempenhado um papel importante na vigilância e defesa da região durante a Idade Média.
Até meados do século XX, a vila era conhecida por Castendo, topónimo que terá derivado de Castanetum, ou seja, um local abundante em castanheiros. O nome "Penalva do Castelo" foi oficialmente adotado em 1957, por Decreto-Lei n.º 41.222, de 7 de agosto, como forma de recuperar a designação histórica associada ao património e à identidade local. 

## Divisão administrativa
O município de Penalva do Castelo está subdividido em 11 freguesias:
| - Antas e Matela - Castelo de Penalva - Esmolfe - Germil - Ínsua - Lusinde | - Pindo - Real - Sezures - Trancozelos - Vila Cova do Covelo e Mareco |

## Património
- Casa da Ínsua – Solar barroco do século XVIII, atualmente um hotel e núcleo museológico.[11][12]
- Igreja da Misericórdia de Penalva do Castelo – Templo religioso no centro da vila, com valor arquitetónico e histórico.[13][14]
- Mosteiro do Santo Sepulcro (Trancozelos) – Fundado no século XII, primeiro mosteiro da Ordem do Santo Sepulcro em Portugal.[15][16]
- Ponte Romana de Castelo de Penalva – Ponte de origem romana sobre o Rio Dão.[17][18]
- Anta do Penedo de Com (Esmolfe) – Monumento megalítico pré-histórico.[19][20]
- Sepulturas Antropomórficas de Esmolfe – Conjunto de sepulturas medievais escavadas na rocha.[21][22]
- Igreja Matriz de Castelo de Penalva – Igreja paroquial com elementos patrimoniais.[23][24]
- Pelourinho de Penalva do Castelo – Símbolo da autonomia municipal, datado do século XVI.[25][26]
- Escola Básica e Secundária de Penalva do Castelo – Sede do Agrupamento de Escolas de Penalva do Castelo, oferece ensino desde o pré-escolar ao secundário.[27][28]

## Comércio local
- Restaurante Fleur de Sel – Localizado na Avenida Emídio Leite de Albuquerque, combina cozinha tradicional portuguesa com influências internacionais.[29][30]
- Recordo Restaurante – Conhecido pela gastronomia tradicional portuguesa.[31][32]
- Restaurante/Pizzaria Conquista Talentosa – Oferece pratos tradicionais e pizzas.[33][34]
- Pizzaria Ó Sole Mio – Especializada em cozinha italiana.[35][36]
- Telheiro de Castendo – Restaurante tradicional com pratos típicos.[37][38]
- Casa da Ínsua – Hotel com loja de produtos regionais, como vinhos e queijos.[39][40]
- Loja Social de Penalva do Castelo – Iniciativa municipal para apoiar famílias carenciadas.[41]

## Evolução da população
| Número de habitantes por grupo etário | Número de habitantes por grupo etário | Número de habitantes por grupo etário | Número de habitantes por grupo etário | Número de habitantes por grupo etário | Número de habitantes por grupo etário | Número de habitantes por grupo etário | Número de habitantes por grupo etário | Número de habitantes por grupo etário | Número de habitantes por grupo etário | Número de habitantes por grupo etário | Número de habitantes por grupo etário | Número de habitantes por grupo etário | Número de habitantes por grupo etário |
| ------------------------------------- | ------------------------------------- | ------------------------------------- | ------------------------------------- | ------------------------------------- | ------------------------------------- | ------------------------------------- | ------------------------------------- | ------------------------------------- | ------------------------------------- | ------------------------------------- | ------------------------------------- | ------------------------------------- | ------------------------------------- |
|                                       | 1900                                  | 1911                                  | 1920                                  | 1930                                  | 1940                                  | 1950                                  | 1960                                  | 1970                                  | 1981                                  | 1991                                  | 2001                                  | 2011                                  | 2021                                  |
| 0–14 Anos                             | 4 698                                 | 5 057                                 | 4 546                                 | 4 562                                 | 4 945                                 | 4 951                                 | 4 493                                 | 3 265                                 | 2 609                                 | 1 993                                 | 1 372                                 | 979                                   | 750                                   |
| 15–24 Anos                            | 2 510                                 | 2 350                                 | 2 285                                 | 2 562                                 | 2 404                                 | 2 334                                 | 2 130                                 | 1 565                                 | 1 598                                 | 1 309                                 | 1 307                                 | 786                                   | 680                                   |
| 25–64 Anos                            | 5 693                                 | 5 515                                 | 5 246                                 | 5 273                                 | 5 577                                 | 5 953                                 | 5 646                                 | 4 780                                 | 4 168                                 | 4 041                                 | 4 215                                 | 3 890                                 | 3 340                                 |
| ≥ 65 Anos                             | 840                                   | 1 064                                 | 959                                   | 1 080                                 | 1 178                                 | 1 380                                 | 1 417                                 | 1 435                                 | 1 797                                 | 1 823                                 | 2 125                                 | 2 301                                 | 2 563                                 |

## Produtos de Penalva do Castelo
- Maçã Bravo de Esmolfe – Variedade originária de Esmolfe, com tamanho médio a pequeno, polpa suculenta e aroma intenso.[44]
- Queijo Serra da Estrela – Produzido com leite de ovelha, utilizando cardo como coagulante.[45]
- Vinho do Dão – Produto emblemático da região, oriundo da zona demarcada do Dão.[46]

## Festividades
A Feira do Pastor e do Queijo, realizada desde 1991, destaca produtos locais como o Queijo Serra da Estrela, o Vinho do Dão e a Maçã Bravo de Esmolfe.
Existe também a Feira da Maçã Bravo de Esmolfe, realizada anualmente em outubro desde 1996, promove a variedade autóctone Maçã Bravo de Esmolfe e destaca produtos regionais como o Vinho do Dão, o Queijo Serra da Estrela e o artesanato local.

## Figuras ilustres
- António Silva – Futebolista profissional, defesa-central do Sport Lisboa e Benfica e da Seleção Portuguesa de Futebol.[53][54]
- José Carlos de Almeida Couto é um ex-jogador e treinador de futebol com forte ligação ao Sport Clube Penalva do Castelo. Representou o clube enquanto atleta e, mais tarde, dedicou-se ao treino, especialmente de camadas jovens. Possui formação superior na área da Educação Física, tendo realizado investigação académica sobre o contexto educativo do concelho de Penalva do Castelo.[55][56]
- Carlos Agostinho é um ex-jogador e treinador de futebol português. Com passagens por clubes da II Liga e por várias equipas distritais, é especialmente reconhecido pela sua ligação ao Sport Clube Penalva do Castelo, onde foi figura-chave na conquista da 3.ª Divisão (Série C) na época de 2003/04. Em 2025, regressou ao comando técnico do clube.[57][58]
- Diogo Couto (conhecido como Vortum) é jogador profissional de League of Legends(esports), atuava na posição de top-laner pela equipa portuguesa EGN – Electronik Generation. Participou em competições nacionais como a Liga Portuguesa de League of Legends (LPLOL) e em torneios internacionais como o EMEA Masters Spring e Summer 2024.[59][60][61]
- João Aurélio, futebolista profissional, iniciou a sua formação no Sport Clube Penalva do Castelo. Após passagem pelos escalões de formação, destacou-se no Nacional da Madeira, clube com o qual jogou várias temporadas na Primeira Liga portuguesa. Representou também o Vitória de Guimarães e o Moreirense.[62][63]

- Bruno Loureiro, médio natural de Viseu, iniciou a sua carreira sénior no Sport Clube Penalva do Castelo, onde jogou entre 2008 e 2012. Posteriormente, representou o Académico de Viseu, contribuindo para a subida do clube à Segunda Liga, e teve passagens por clubes como o Farense e o Pogoń Szczecin, da Polónia.[64]